# Frank Allyn Edwards
Frank Allyn Edwards (n. 4 august 1908, Mattoon, Illinois – d. 23 iunie 1967) a fost un scriitor american și crainic de radio. A fost unul dintre pionierii radio. Edwards a găzduit o emisiune de radio difuzată pe teritoriul Statelor Unite ale Americii în anii 1940 - 1950. Spre sfârșitul vieții sale, a devenit bine cunoscut pentru o serie de cărți populare privind OZN-urile și alte fenomene paranormale.

## Biografie
Frank a Edwards s-a născut în Mattoon, Illinois la 4 august 1908. Edwards a difuzat emisiuni la postul de radio de pionierat KDKA AM în 1920, fiind unul dintre cele mai vechi crainici de radio.
De-a lungul anilor 1930, Edwards și-a continuat cariera în radio dar a avut și multe alte locuri de muncă, inclusiv un stagiu ca jucător profesionist de golf. A fost angajat de către Departamentul de Trezorerie al SUA în timpul celui de-al doilea război mondial pentru a promova vânzările de obligațiuni de război.

## Radioul național, OZN-uri și controverse
După al doilea război mondial, rețeaua Mutual Broadcasting System l-a angajat pe Edwards pentru a fi gazda unui program de știri și de opinie la nivel național sponsorizat de către Federația Americană a Muncii. Emisiunea lui Edwards a fost un succes și a devenit foarte populară la nivel național.
În 1948, Edwards a primit o copie în avans a "Flying Saucers Are Real"/"Farfuriile zburătoare sunt reale", un articol de revistă scris de către fostul pușcaș marin maiorul Donald E. Keyhoe. Cu toate că era deja interesat de rapoartele OZN devenite foarte cunoscute începând cu 1947, Edwards a fost captivat de afirmațiile lui Keyhoe conform căruia ofițeri superiori ai armatei americane ar ști că farfuriile zburătoare sunt de fapt nave spațiale extraterestre.
Edwards a început să vorbească despre OZN-uri în emisiunea sa de la radio și a scris mai multe cărți despre acest subiect.
A fost demis de către Mutual Broadcasting System în 1954, din motive care rămân incerte. Interesul său pentru OZN-uri a fost considerat a fi un motiv, dar editorul lui Edwards și prietenul său Rory Stuart a scris că "[președintele AFL] George Meany a insistat că Frank Edwards să menționeze numele unor lideri sindicaliști în timpul programului său. El a refuzat categoric și a fost concediat." În ciuda miilor de scrisori primite în semn de protest pentru demiterea sa, Edwards nu a fost niciodată reangajat.

## Cariera târzie
După demiterea sa de la Mutual, Edwards și-a continuat munca în radio, în general la mici stații radio locale. El a creat și a fost gazda unui program radio, Stranger Than Science, unde se discuta despre OZN-uro și alte fenomene Forteana. În 1959, a publicat o carte cu același titlu, bazată pe transmisiile sale radio.

## Deces
Edwards a murit în 1967 de un atac de cord. Unul dintre miturile ufologiei este că ar fi decedat la 24 iunie exact la 20 de ani după celebra observație a lui Kenneth Arnold; de fapt Edwards a murit cu câteva minute înainte de miezul nopții zilei de 23 iunie, iar anunțul a fost făcut la 24 iunie, în cadrul unei conferințe OZN din New York NYC.

## Lucrări publicate (selecție)
- My First 10,000,000 Sponsors
- Strangest of All, New York: Lyle Stuart, 1956.
- Stranger Than Science, New York: Lyle Stuart, 1959.
- Strange World, New York: Lyle Stuart, 1964.
- Strange People
- Flying Saucers - Serious Business, New York: Lyle Stuart, 1966.
- Flying Saucers - Here and Now!